# 祥華實業
祥華實業有限公司（除牌當時為0648.HK）-- 前香港交易所主版上市公司，創辦於1989年，主要業務生產紡織產品等，以及物業投資。其中主要香港成為收入來源。也是由余錦基創立。
90年代中期，其後由於發生財政問題，加上行業競爭激烈，於是出售給軟庫，更名為軟庫發展，現時為中國仁濟醫療之今。

## 外部連結
- 中國仁濟醫療資料